# 迪克·弗朗西斯
迪克·弗朗西斯，CBE（Dick Francis，1920年10月31日—2010年2月14日）是英國著名的冠軍級騎師及犯罪小說作家。

## 生平
弗朗西斯出生於威爾斯，二戰期間曾希望擔任騎兵，結果被英國皇家空軍徵召，先後擔任地勤人員及戰鬥機機師，其中六年在非洲服役。弗朗西斯在1946年於英國皇家空軍退役，期後擔任騎師，直至1957年。擔任騎師時期，他共贏得超過350場比賽，更於1953-54年的賽季，成為冠軍騎師，1957年，他在一場越野障礙賽中發生墮馬意見，被迫退役。後來，他轉職成為犯罪小說作家，1962年出版了第一本犯罪小說，生平著作超過40本，被翻譯釋成20多種語言，總銷量超過6000萬本，當中大部分作品的主題都是圍繞賽馬，是唯一曾三奪美國偵探推理小說家協會最佳小說獎的作家。弗朗西斯晚年身體狀況變差，至2010年於開曼群島的居所逝世。